# Bácong
Bácong es un municipio filipino perteneciente a la provincia de Negros Oriental. Según el censo de 2000, posee una población de 23.219 habitantes, divididos en 4832 familias. 

## Barangayes
Bácong está políticamente dividida en 22 barangays.
| - Balayagmanok - Banilad - Buntis - Buntod - Calangag - Combado - Doldol - Isugan - Liptong - Lutao - Magsuhot | - Malabago - Mampas - North Población - Sacsac - San Miguel - South Población - Sulodpan - Timbanga - Timbao - Tubod - West Población |